# Jiliza
Jiliza (en arménien Ջիլիզա) est une communauté rurale du marz de Lorri en Arménie. En 2008, elle compte 108 habitants.